# Viktor III
Viktor III, född Dauferius 1027 i Benevento, död 16 september 1087 i Monte Cassino, var påve från den 24 maj 1086 till sin död den 16 september 1087. Viktor III vördas som salig i Romersk-katolska kyrkan, med minnesdag 16 september.

## Biografi
Dauferius var ende son till Landulf V, furste av Benevento, som dog i kriget mot normanderna 1047. Faderns död gjorde det möjligt för Dauferius att inträda i kyrkans tjänst; fadern hade motsatt sig detta kraftigt eftersom Dauferius var hans ende son och den ende som kunde ärva hans ställning. Föräldrarna hade arrangerat ett äktenskap åt Dauferius, och när han flydde från bruden hämtades han tillbaka med våld. Med tiden fick han dock sin frihet, och inträdde som trettioåring som munk i benediktinklostret Monte Cassino, vars abbot han blev kort därefter. Han antog som munk namnet Desiderius.
I mars 1058 upphöjdes han av påve Stefan IX till kardinaldiakon av Santi Sergio e Bacco vid Forum Romanum. Påve Stefan sände honom som legat till Konstantinopel, men under resan fick han meddelandet om påvens död, och återvände. Följande år, 1059, utnämndes han av påve Nicolaus II till kardinalpräst av Santa Cecilia. Han fortsatte att vara abbot i Monte Cassino, där han uppförde flera kyrkor och kloster, grundade lärocenter och konstskolor, kopierade böcker, och hans vidsträckta rykte ledde till att donationerna flödade in, vilket han använde till utsmyckningar av kyrkor. Han fick uppdraget som påvlig ställföreträdare i Kampanien, Apulien, Kalabrien, och furstendömet Benevento, med särskilt uppdrag att verka för klosterväsendets reformering. I den egenskapen hade han påvens rätt att utnämna biskopar.
Desiderius är dock framför allt känd för sitt inflytande över normanderna, vilket han använde till Heliga stolens fördel. 1059 övertalade han Robert Guiscard och Richard av Capua att låta deras erövrade territorier bli Kyrkostatens vasallstater, och han fick därefter sköta all diplomatisk dialog med normanderna för Heliga stolens räkning. Tillsammans med abboten Hugo av Cluny verkade han för försoning mellan påven och kejsaren. 
Påve Gregorius VII nämnde på sin dödsbädd Desiderius namn först bland dem han ville se som sin efterträdare. Desiderius ville dock inte alls bli påve. Till slut tvingade kardinalerna tiaran på hans huvud, den 24 maj 1086, och han tilldelades påvenamnet Viktor. Några dagar senare var kardinalkollegiet tvunget att fly från oroligheter i Rom, och Viktor passade då på att lägga ifrån sig insignierna och bege sig till sitt kloster. Han kapitulerade inför kardinalernas begäran först vid fastan 1087.
Under sitt korta pontifikat visade Viktor III prov på handlingskraft. I själva Rom utkämpade han med hjälp av normanderna segerrikt en strid mot motpåven Clemens III. De franska prelaterna, ärkebiskop Hugo av Lyon och abboten Rikard av Marseille, som var fientligt inställda mot påvens primat, avbröt han all kyrkogemenskap med. Han sände italienska trupper under den påvliga fanan till Afrika, vilka slog ner saracenerna i El Mahadia, och tvingade den muslimske sultanen i Tunis att betala tribut till Kyrkostaten samt att frige alla kristna slavar; denna händelse kan mycket väl betraktas som ett slags korståg. 
På en synod i Benevento i augusti beivrade han simonin och lekmannainvestituren. Efter synoden insjuknade han, och drog sig tillbaka till Monte Cassino för att dö. Han föreslog att biskop Otto av Ostia (Urban II) skulle efterträda honom som påve, och utsåg kardinal Oderisius som sin efterträdare som abbot av Monte Cassino.
Viktor III saligförklarades av påve Leo XIII år 1887.